# Okręty podwodne typu Dolfijn
Okręty podwodne typu Dolfijn – typ holenderskich myśliwskich okrętów podwodnych z czasów zimnej wojny.

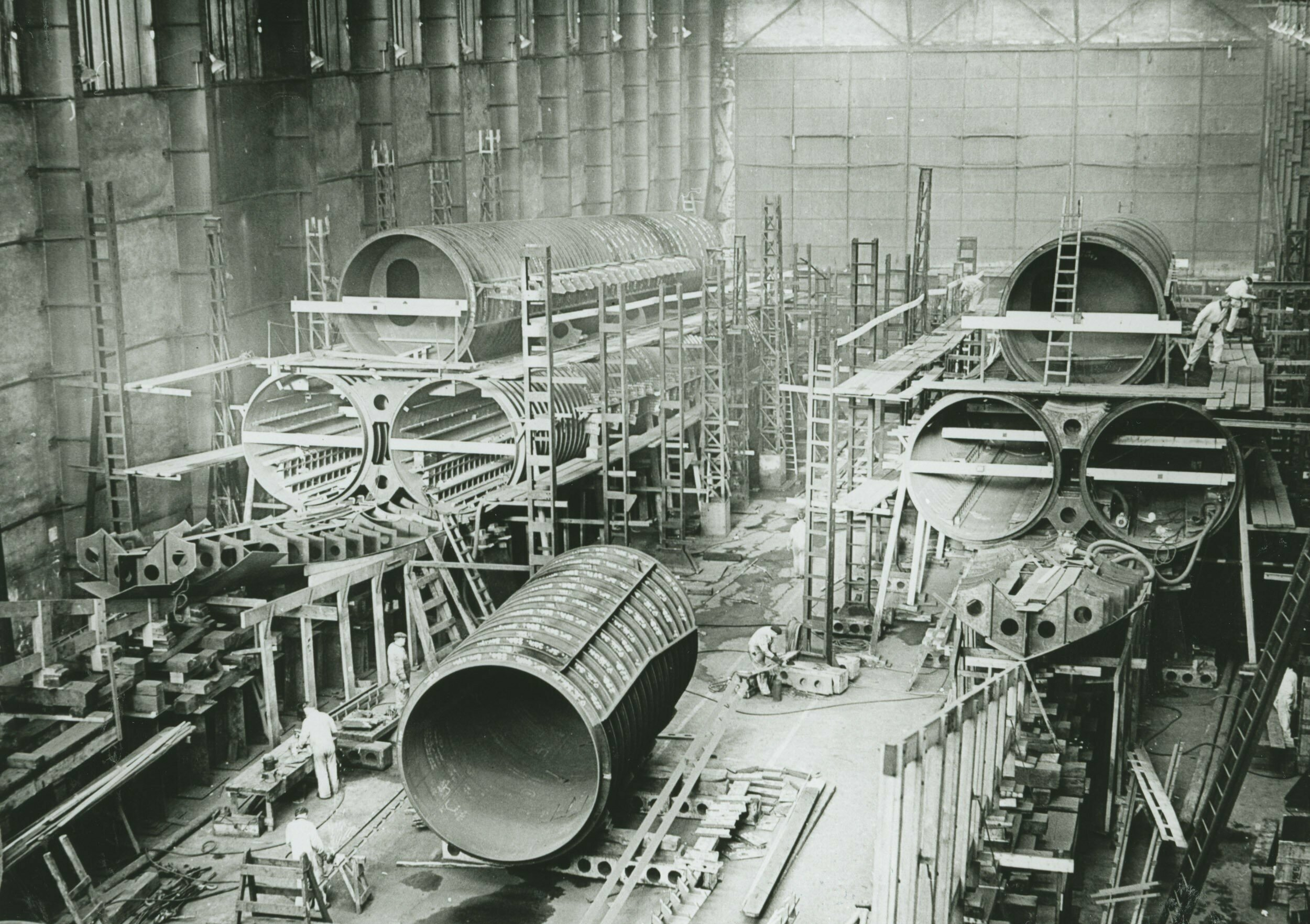

Cechą charakterystyczną tych jednostek był niezwykły trójcylindryczny kadłub sztywny. Konstrukcję opracowano na bazie podjętych jeszcze w trakcie drugiej wojny światowej przez Nederlandsche Verenigde Scheepsbouw Bureaux studiów nad multicylindrycznymi okrętami podwodnymi. Kadłub sztywny czterech jednostek tego typu składał się z trzech cylindrów. Górny cylinder kadłuba sztywnego o pełnej długości mieścił załogę, urządzenia dowodzenia i kontroli oraz systemy uzbrojenia, podczas gdy dwa umieszczone równolegle poniżej krótsze cylindry mieściły niezależne od siebie maszynownie. W każdym zainstalowano silnik Diesla MAN i silnik elektryczny, jeden wał napędowy ze śrubą oraz składającą się ze 168 ogniw baterię. Kadłub sztywny o takiej strukturze otoczony był opływowym kadłubem lekkim. Po zwodowaniu dwóch pierwszych jednostek w stoczni Rotterdamse w latach 1959–1960 budowa kolejnych okrętów tego typu została opóźniona w związku z rozważaniami nad nabyciem od Stanów Zjednoczonych technologii napędu nuklearnego. Ostatecznie dwa kolejne okręty zwodowano w roku 1965 w stoczni Wilton-Fijenoord.
W latach 70. wszystkie okręty otrzymały zmodernizowany zestaw sensorów, a w późnych latach 80. druga para także silniejsze jednostki napędowe Pielstick. „Dolfijn”(S808) został wycofany ze służby w roku 1982. W roku 1990 „Zeehonda” (S809) przeznaczono do testów, po czym pocięto w roku 1997. „Potvis” (S804) zakończył służbę w roku 1992, a „Tonjin” (S805), który ukończył służbę w tym samym roku, od roku 1994 pełni funkcję okrętu muzeum w Den Helder.